# NGC 5538
NGC 5538 ist eine 14,7 mag helle Spiralgalaxie vom Hubble-Typ Scd im Sternbild Bärenhüter und etwa 309 Millionen Lichtjahre von der Milchstraße entfernt.
Sie wurde am 6. März 1851 von Bindon Stoney, einem Assistenten von William Parsons, entdeckt.